# Gynoplistia yanka
Gynoplistia yanka är en tvåvingeart. Gynoplistia yanka ingår i släktet Gynoplistia och familjen småharkrankar.

## Underarter
Arten delas in i följande underarter:
- G. y. bilobata
- G. y. yanka